# Veikko Leppänen
Veikko Leppänen, född 29 juli 1918 i Kexholm, Finland, död 11 december 1969, var en finländsk skulptör.

## Biografi
Vreikko Leppänen har utfört statyer av bland andra Mannerheim i Lahtis (1959) och Juho Kusti Paasikivi (1961). I Nastola skapade han 1953 ett monument över stupade i Karelen.